# Journal of the Academy of Natural Sciences of Philadelphia
Journal of the Academy of Natural Sciences of Philadelphia (abreujat J. Acad. Nat. Sci. Philadelphia), va ser una revista amb il·lustracions i descripcions botàniques que va ser editada a Filadèlfia (Estats Units) per l'Academy of Natural Sciences of Philadelphia. Es va publicar des de l'any 1817 fins al 1918 en dues sèries.

## Publicacions
- 1a sèrie: Vols. 1-8, 1817-1842
- 2a sèrie: Vols. 1-16, 1847-1918